# ローラ・ディオーガスト
ローラ・ディオーガスト（Laura D'Auguste）は、アメリカ合衆国の女性総合格闘家。ニューヨーク州ロングビーチ出身。チーム・タイガー・シュルマン所属。元スマックガールミドル級王者。元ROC女子ウェルター級王者。

## 来歴
2004年11月20日、ROC女子ウェルター級（-64kg）王座を獲得し、1度の防衛に成功。
2005年8月17日、スマックガール初代ミドル級（-58kg）女王決定トーナメントに出場。準決勝でテビ・サイにチョークスリーパーで一本勝ち。決勝で藪下めぐみに判定勝ち。優勝を決め、ミドル級女王となった。
2006年8月18日、アメリカ合衆国で開催されたRing of Combat 11の女子ウェルター級（-64kg）タイトルマッチで藪下めぐみと再戦し、1R終了時に藪下が右前腕部骨折の疑いによりドクターストップとなりTKO勝ちを収め2度目の防衛に成功した。
2005年末よりスマックガールミドル級（-58kg）王座の防衛戦の交渉を行っていたが、参戦する意思のないものと判断され2006年9月1日付けで返上扱いとなった。

## 戦績
| 総合格闘技 戦績 | 総合格闘技 戦績 | 総合格闘技 戦績 | 総合格闘技 戦績 | 総合格闘技 戦績 | 総合格闘技 戦績 | 総合格闘技 戦績 |
| --------------- | --------------- | --------------- | --------------- | --------------- | --------------- | --------------- |
| 9 試合          | (T)KO           | 一本            | 判定            | その他          | 引き分け        | 無効試合        |
| 8 勝            | 4               | 2               | 2               | 0               | 1               | 0               |
| 0 敗            | 0               | 0               | 0               | 0               | 1               | 0               |

| 勝敗 | 対戦相手                   | 試合結果                                       | 大会名                                                                                 | 開催年月日     |
| ○    | 藪下めぐみ                 | 1R終了時 TKO（ドクターストップ：右前腕部骨折） | Ring of Combat 11 【ROC女子ウェルター級タイトルマッチ】                                | 2006年8月18日  |
| ○    | 藪下めぐみ                 | 5分3R終了 判定2-1                              | SMACKGIRL 2005 〜Dynamic!!〜 【スマックガール初代ミドル級女王決定トーナメント 決勝】   | 2005年8月17日  |
| ○    | テビ・サイ                 | 1R 4:11 チョークスリーパー                     | SMACKGIRL 2005 〜Dynamic!!〜 【スマックガール初代ミドル級女王決定トーナメント 準決勝】 | 2005年8月17日  |
| ○    | ロクサン・モダフェリ       | 5分3R終了 判定3-0                              | Ring of Combat 8 【ROC女子ウェルター級タイトルマッチ】                                 | 2005年3月19日  |
| ○    | クリスティーン・ジェンセン | 1R 4:55 TKO                                    | Ring of Combat 7 【ROC女子ウェルター級王座決定戦】                                     | 2004年11月20日 |
| ○    | アマンダ・ブキャナー       | 2R 3:39 チョークスリーパー                     | Reality Fighting 7                                                                     | 2004年10月16日 |
| △    | アマンダ・ブキャナー       | 5分2R終了 ドロー                               | Reality Fighting 5                                                                     | 2003年11月1日  |
| ○    | タニア・ブラハク           | 3R 1:58 TKO（ドクターストップ）                | Ring of Combat 4                                                                       | 2003年8月15日  |
| ○    | シャノン・コンスタンティン | 1R 7:58 TKO（タオル投入）                      | Reality Fighting 2                                                                     | 2002年11月2日  |

## 獲得タイトル
- 初代ROC女子ウェルター級王座（2004年）
- 初代スマックガールミドル級王座（2005年）